# Saltoro Kangri
Saltoro Kangri, amb 7.742 msnm, és el cim més alt de les muntanyes Saltoro, una secció de la gran serralada del Karakoram. És la 31a muntanya més alta del món, però es troba en una zona molt remota del Karakoram, al damunt de la línia que divideix les posicions actuals de les tropes índies i pakistanesos a la glacera de Siachen. Les tropes índies controlen la regió de Siachen, mentre les pakistaneses controlen el territori a l'oest de les muntanyes Saltoro. Aquesta tensa situació militar que viu la zona fa que sigui poc visitada.
Consta d'un cim secundari, el Saltoro Kangri II (també anomenat K11), que s'eleva fins als 7.705 msnsm. Es troba a tan sols 880 metres al nord del cim principal i la seva prominència és de 225 metres.

## Ascensions
La muntanya va ser explorada per Fanny Bullock Workman i el seu marit William entre 1911 i 1912. Amb tot, el primer intent per coronar el cim no va ser fins al 1935 per una expedició britànica liderada per J. Waller, que va arribar fins als 7.450 metre aproximadament per la seva aresta sud-est.
Una expedició universitària britànica liderada per Eric Shipton s'aproximà a aquest cim a través del Bilafond La, des del Pakistan, i un permís d'escalada pakistanès. Van dur a terme un reconeixement del cim, però no intentaren escalar-lo. Aquesta expedició fou inadvertidament el primer moviment en el joc de l'oropolitica de Siachen, un neologisme gestat durant la dècada de 1980 per demostrar el control i la propietat política de la glacera de Siachen per part del Pakistan i l'Índia, i que donaria lloc al conflicte de Siachen de 1984.
La primera ascensió al Saltoro Kangri fou e 1962 per una expedició japoneso-pakistanesa liderada per T. Shidei. Seguint l'aresta sud-est A. Saito, Y. Takamura i R.A. Bashir van fer el cim el 24 de juliol.
L'Himalayan Index sols documenta una segona ascensió el 1981, però cap nou intent a partir d'aleshores.